# كيفن جيمس ماهر
كيفن جيمس ماهر هو منتج أسطوانات وملحن كندي، ولد في 20 أبريل 1988 في إدمونتون في كندا.

## روابط خارجية
- كيفن جيمس ماهر على موقع IMDb (الإنجليزية)
- كيفن جيمس ماهر على موقع ميوزك برينز (الإنجليزية)
- كيفن جيمس ماهر على موقع ميوزك برينز (الإنجليزية)
- كيفن جيمس ماهر على موقع ديسكوغز (الإنجليزية)
- كيفن جيمس ماهر على موقع ديسكوغز (الإنجليزية)